# Вячеслав Плеве
Вячеслав Константинович Плеве (на руски: Вячесла́в Константи́нович Пле́ве) е руски политик, дългогодишен директор на полицията и министър на вътрешните работи от 1902 до смъртта си.
Известен е със своя консерватизъм и антисемитизъм. Като министър окуражава погромите от 1903 г. и се опитва да организира казионни профсъюзи. Плеве е убит в бомбен атентат, организиран от есерите.